# Проктор, Шара
Шара Проктор (англ. Shara Proctor; род. 16 сентября 1988, Кристианстед, Американские Виргинские Острова) — ангильская и британская легкоатлетка, прыгунья в длину. Серебряный призёр чемпионата мира (2015) в прыжках в длину.

## Спортивная карьера

### Чемпионат мира 2007
Представляла Ангилью на Чемпионате мира 2007 в прыжках в длину. Результаты в квалификации: 5,47 м, 5,56 м и 5,82 м. Не смогла выйти в финал. Заняла последнее место на турнире.

### Чемпионат мира 2009
Выступала за Ангилью на Чемпионате мира 2009. Результаты в квалификации: 6,43 м, 6,52 м и 6,47 м. Вышла в финал. Результаты в финале: 6,56 м, 6,71 м и 6,40 м. Установила национальный рекорд Ангильи (6,71 м). Заняла на турнире 6-е место.

### Чемпионат мира 2011
Представляла Великобританию на Чемпионате мира 2011. Результат в квалификации: 6,34 м. Не смогла выйти в финал.
В 2012 году выступала на Чемпионате мира в помещении. Результаты в квалификации: 6,52 м и 6,86 м. Установила национальный рекорд Великобритании (6,86 м). Вышла в финал. Результаты в финале: 6,86 м, 6,55 м, 6,74 м и 6,89 м. Побила национальный рекорд, который ей же и принадлежал. Заняла 3-е место. Чемпионкой стала американка Бриттни Риз, показавшая в лучшей попытке 7,23 м.

### Олимпийские игры 2012
Выступала за Великобританию на домашних Олимпийских играх. Результат в квалификации: 6,83 м. Вышла в финал. Результаты в финале: 6,55 м и 6,37 м. Заняла только 9-е место.

### Чемпионат мира 2013
Выступала за Великобританию на Чемпионате мира 2013 в Москве. Результат в квалификации: 6,85 м. Вышла в финал. Результаты в финале: 6,79 м, 6,60 м, 6,56 м, 6,66 м и 6,69 м. Заняла 6-е место.

### Чемпионат мира 2015
Выступала за Великобританию на Чемпионате мира 2015. Результаты в квалификации: 6,67 м, 6,68 м и 6,57 м. Вышла в финал. Результаты в финале: 6,87 м, 7,07 м и 7,01 м. Установила национальный рекорд (7,07 м). С этим результатом заняла 2-е место и, впервые в карьере, выиграла медаль чемпионата мира. Чемпионкой стала американка Тианна Бартолетта с результатом 7,14 м.

### Олимпийские игры 2016
В квалификации прыжков в длину показала девятый результат в группе (6,36 метра) и не смогла выйти в финал.

## Личные рекорды

### На открытом воздухе
| Дисциплина      | Результат (м) | Город, страна                    | Дата            | Прим. |
| --------------- | ------------- | -------------------------------- | --------------- | ----- |
| прыжок в высоту | 1,55          | Порт-оф-Спейн, Тринидад и Тобаго | 20 апреля 2003  |       |
| прыжок в длину  | 7,07          | Пекин, Китай                     | 28 августа 2015 | NR    |
| тройной прыжок  | 13,74         | Гринсборо, США                   | 30 мая 2009     |       |
| метание диска   | 28,55         |                                  | 1 января 2006   |       |
| метание копья   | 28,00         |                                  | 1 января 2006   |       |

### В помещении
| Дисциплина      | Результат | Город, страна   | Дата           | Прим. |
| --------------- | --------- | --------------- | -------------- | ----- |
| 60 м            | 7,72 сек  | Лексингтон, США | 17 января 2009 |       |
| прыжок в высоту | 1,70 м    | Шампейн, США    | 15 января 2011 |       |
| прыжок в длину  | 6,89 м    | Стамбул, Турция | 11 марта 2012  |       |
| тройной прыжок  | 13,88 м   | Блэксберг, США  | 6 февраля 2010 |       |

## Достижения
| Год                    | Соревнование                                             | Город, страна            | Место           | Дисциплина      | Длина (м)       |
| Сборная Ангильи        | Сборная Ангильи                                          | Сборная Ангильи          | Сборная Ангильи | Сборная Ангильи | Сборная Ангильи |
| ---------------------- | -------------------------------------------------------- | ------------------------ | --------------- | --------------- | --------------- |
| 2003                   | Чемпионат мира среди юношей 2003                         | Шербрук, Канада          | 37              | прыжок в длину  | 5,32            |
| 2005                   | Чемпионат мира среди юношей 2005                         | Марракеш, Марокко        | 6               | прыжок в длину  | 6,13            |
| 2006                   | Чемпионат мира среди юниоров 2006                        | Пекин, Китай             | 16              | прыжок в длину  | 6,01            |
| 2007                   | Чемпионат мира 2007                                      | Осака, Япония            | 29              | прыжок в длину  | 5,82            |
| 2008                   | Чемпионат Центральной Америки и Карибского бассейна 2008 | Кали, Колумбия           | 2               | прыжок в длину  | 6,54 NR         |
| 2009                   | Чемпионат Центральной Америки и Карибского бассейна 2009 | Гавана, Куба             | 1               | прыжок в длину  | 6,61            |
| 2009                   | Чемпионат мира 2009                                      | Берлин, Германия         | 6               | прыжок в длину  | 6,71 NR         |
| Сборная Великобритании |                                                          |                          |                 |                 |                 |
| 2011                   | Чемпионат мира 2011                                      | Тэгу, Республика Корея   | 20              | прыжок в длину  | 6,34            |
| 2012                   | Чемпионат мира в помещении 2012                          | Стамбул, Турция          | 3               | прыжок в длину  | 6,89 NR         |
| 2012                   | Олимпийские игры 2012                                    | Лондон, Великобритания   | 9               | прыжок в длину  | 6,55            |
| 2013                   | Чемпионат Европы в помещении 2013                        | Гётеборг, Швеция         | 4               | прыжок в длину  | 6,69            |
| 2013                   | Чемпионат мира 2013                                      | Москва, Россия           | 6               | прыжок в длину  | 6,79            |
| 2014                   | Чемпионат мира в помещении 2014                          | Сопот, Польша            | 4               | прыжок в длину  | 6,68            |
| 2015                   | Чемпионат мира 2015                                      | Пекин, Китай             | 2               | прыжок в длину  | 7,07 NR         |
| 2016                   | Чемпионат мира в помещении 2016                          | Портленд, США            | 8               | прыжок в длину  | 6,57            |
| 2016                   | Олимпийские игры 2016                                    | Рио-де-Жанейро, Бразилия | 21              | прыжок в длину  | 6,36            |